# Nene Hatun
Nene Hatun (née en 1857 à Çeperli, morte le 22 mai 1955 à Erzurum) est une personnalité ottomane qui s'est distinguée lors de guerre russo-turque de 1877-1878. Elle est considérée comme une héroïne de guerre en Turquie.